# Taksim tér és İstiklal sugárút
A Taksim tér és İstiklal sugárút (törökül: Taksim Meydanı, İstiklal Caddesi) Isztambul Beyoğlu negyedében található bevásárló és szórakozónegyed központja. A téren található a Köztársaság Emlékmű (Cumhuriyet Aniti), melyet 1928-ban emeltek a Török Köztársaság megalakulásának emlékére. A Taksim téren és környékén számos szálloda, étterem és kocsma található, így népszerű mind a helyiek, mind a turisták körében.
A tér eredetileg az északról jövő vízvezeték isztambuli vége volt, innen osztották szét a vizet a város többi részébe. A tér az oldalában álló víztározóról kapta a nevét.
A teret különféle állami események és katonai parádék alkalmával is használják.
Ugyancsak itt található az Atatürk Központ (Atatürk Kültür Merkezi), Isztambul egyik meghatározó kulturális, művelődési központja.
A tér a Tüneltől, a Galata Torony környékéről (Karaköy kerület) induló régi villamos másik végállomása. A villamos az İstiklal („Függetlenség”) sugárúton (İstiklal Caddesi) fut végig, mely zsúfolt az éttermektől, kávézóktól és különféle boltoktól. Az út mintegy 3 km hosszú, középtájon a Galatasaray tér töri meg, ahol az Oszmán Birodalom alatt alapított oktatási központ, a Mekteb-i Sultani („A szultánok iskolája”), ma Galatasaray Líceum áll. 
A sugárút 19. századi architektúrájú házsorai érdekes kontrasztot képeznek a szintén ott található csillogó, modern boltokkal.
Mivel ez a környék volt az Isztambulba betelepülő európaiak fő területe, különféle templomok, zsinagógák valamint számos konzulátus is található a sugárút mentén. A híres Halbazár (Balık Pazarı) is itt található, akárcsak a Virágos Udvar (Çiçek Pasajı) a meghitt kisvendéglőivel.
Az utat korábban Nagy sugárútnak (Cadde-i Kebir) hívták és már a 19. században ismert volt a félig európai, félig ázsiai kultúrájáról. A Török Köztársaság megalapításakor kapta meg mai nevét.

## Galéria

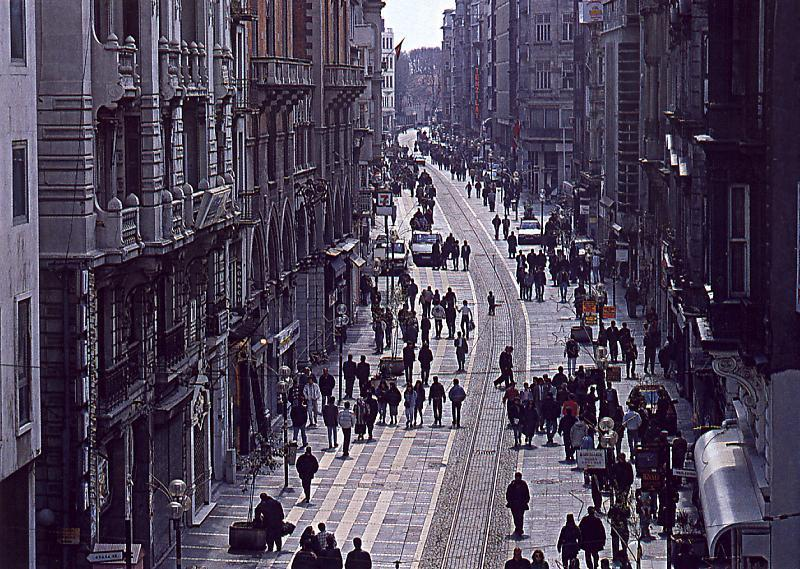
Az İstiklal sugárút
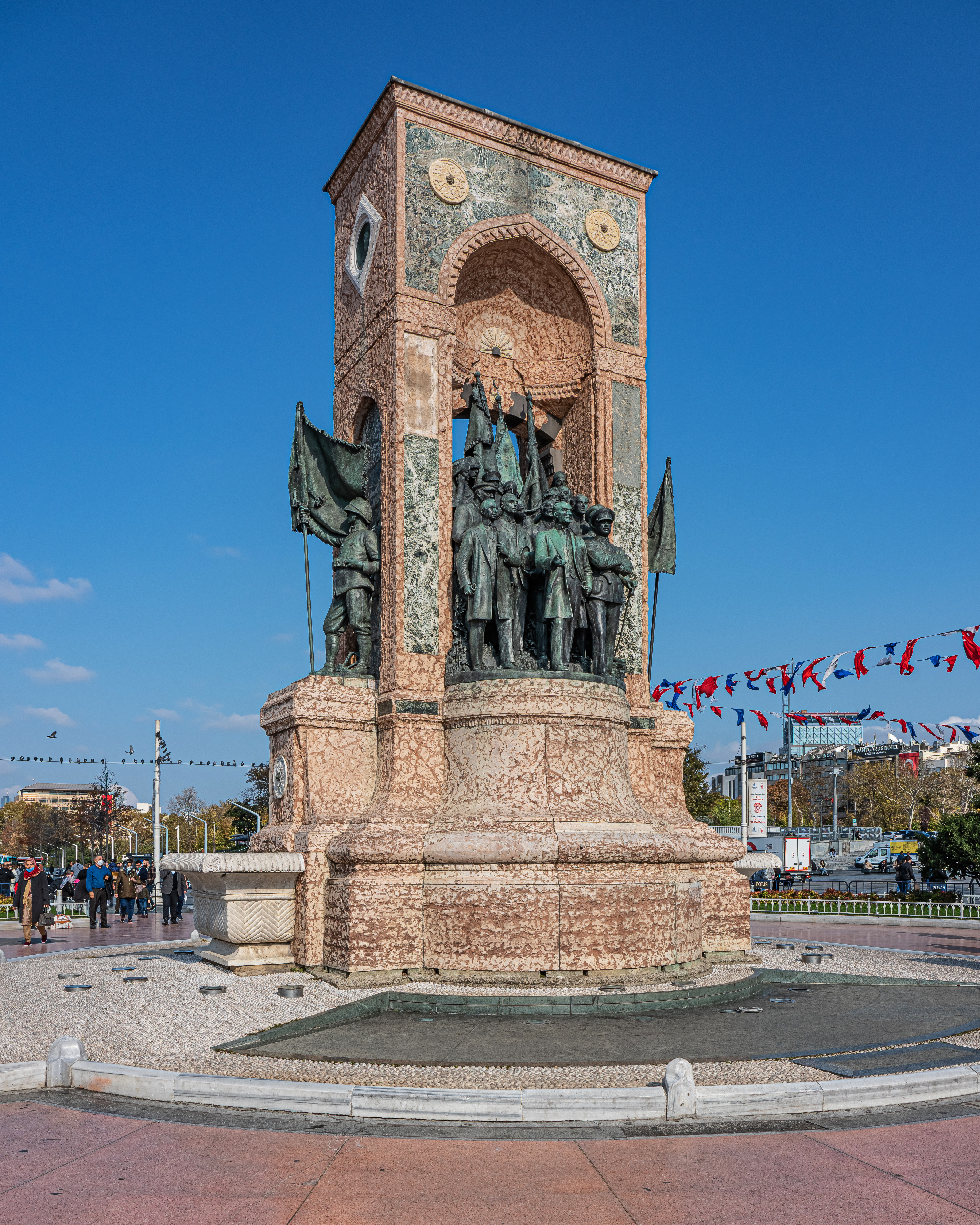
Cumhuriyet Aniti a Taksim téren
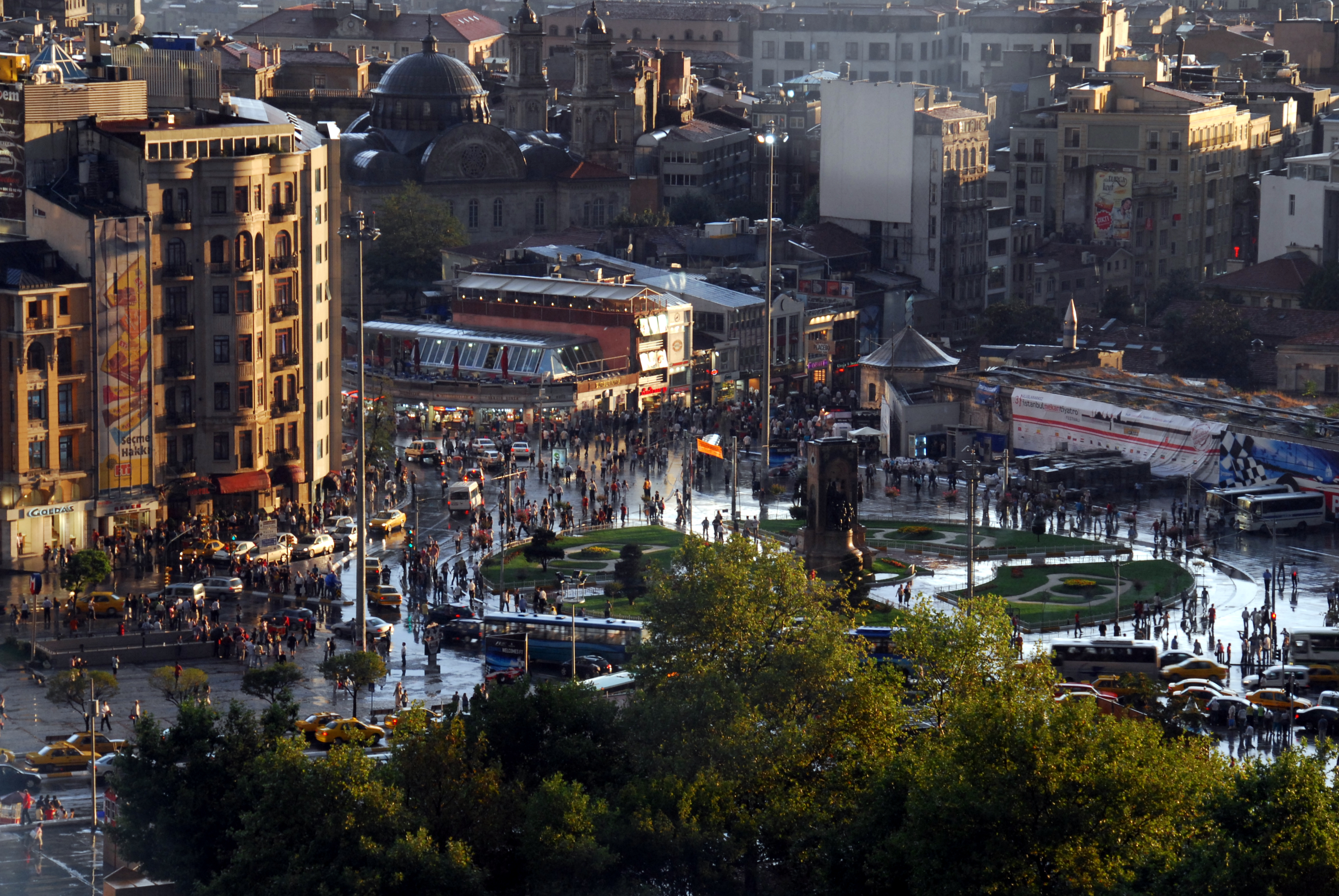
A Taksim tér zápor után